# Гонсало Лухан
Гонсало Лухан (ісп. Gonzalo Luján, нар. 27 квітня 2001, Буенос-Айрес) — аргентинський футболіст, захисник клубу «Сан-Лоренсо».
Виступав, зокрема, за клуб «Сан-Лоренсо», а також олімпійську збірну Аргентини.

## Клубна кар'єра
Народився 27 квітня 2001 року в місті Буенос-Айрес. Вихованець футбольної школи клубу «Сан-Лоренсо». Дорослу футбольну кар'єру розпочав 2021 року в основній команді того ж клубу, кольори якої захищає й донині.

## Виступи за збірну
У 2024 році долучився до олімпійської збірної Аргентини. У складі цієї команди провів 5 матчів.